# Radio Poland
Radio Poland , Program V Polskiego Radia (nazwa rozgłośni tłumaczona jest na języki nadawania, do stycznia 2007 roku pod nazwą Radio Polonia, później także jako Polskie Radio dla Zagranicy) – Program V Polskiego Radia, Warszawa III, adresowany do obcokrajowców oraz Polonii.
Zadaniem Radia Poland jest informowanie o wydarzeniach w Polsce, założeniach polskiej polityki zagranicznej, przekazywanie wiadomości na tematy gospodarcze, w tym biznesu i inwestycji zagranicznych. Radio dostarcza słuchaczom informacji o Polsce i polskim punkcie widzenia na wydarzenia w regionie i na świecie. W audycjach ukazywany jest obraz polskiego społeczeństwa i jego dokonań naukowych i kulturalnych.

## Historia
Już w 1936 roku Polskie Radio zaczęło nadawać na falach krótkich program przeznaczony dla odbiorców zagranicznych, w tym w języku angielskim. Po drugiej wojnie światowej w październiku 1945 roku krótkofalowa stacja Warszawa III wznowiła nadawanie programu dla zagranicy. Początkowo emitowano 1 godzinę programu dziennie, w 1949 już 10 godzin. W 1956 Polskie Radio nadawało dziennie 68 godzin audycji dla zagranicy m.in. po angielsku, duńsku, grecku, fińsku, francusku, hiszpańsku, niemiecku, rosyjsku, turecku i włosku.
4 kwietnia 1959 roku w setną rocznicę urodzin Ludwika Zamenhofa Polskie Radio rozpoczęło nadawanie stałych audycji esperanckich. W dniu 1 lipca 1968 na antenie Polskiego Radia pojawiły się audycje w języku arabskim. W roku 1971 program dla Zagranicy Polskiego Radia nadawany był 24 godziny na dobę w językach polskim, angielskim, arabskim, czeskim, duńskim, esperanto, fińskim, francuskim, hiszpańskim, niemieckim, rosyjskim, szwedzkim i włoskim.
W 1990 roku Polskie Radio rozpoczęło nadawanie audycji dla Polaków na Ukrainę, Białoruś, Litwę, Łotwę i do Estonii. W 1991 roku Polskie Radio zaprzestało nadawania audycji w językach arabskim i hiszpańskim a powstała redakcje litewska i ukraińska. Rok później, w 1992 powstała sekcja białoruska i czeska przy jednoczesnym zakończeniu emisji w językach francuskim, włoskim, szwedzkim i fińskim.
W lutym 1996 roku Wileńskie Radio znad Wilii rozpoczęło retransmisje audycji litewskich, polskich i białoruskich Programu dla Zagranicy Polskiego Radia, a w listopadzie tegoż samego roku Radio Niezależność we Lwowie rozpoczęło retransmisje audycji ukraińskich i polskich Programu dla Zagranicy Polskiego Radia. W roku 1998 Program dla Zagranicy Polskiego Radia przyjął nazwę Radia Polonia. W dniu 1 stycznia 2000 roku redakcja białoruska rozpoczęła nadawanie swoich audycji na antenie wileńskiego Radia Bałtyk (średnie fale). 11 stycznia 2000 roku codzienny magazyn redakcji polskiej zaczął się ukazywać na antenie Programu I PR. Dzięki silnemu nadajnikowi długofalowemu w Solcu Kujawskim 225 kHz audycja była dobrze odbierana w krajach sąsiadujących z Polską. 26 marca 2001 roku redakcja rosyjska rozpoczęła nadawanie codziennej półgodzinnej audycji w języku rosyjskim na falach średnich w Sankt Petersburgu. W maju 2001 roku kanadyjskie publiczne radio CBC rozpoczęło codzienne retransmisje półgodzinnej audycji redakcji angielskiej, a w 2003 roku Radio „Kontynent” rozpoczęło nadawanie codziennej półgodzinnej audycji w języku ukraińskim na falach UKF w Kijowie na Ukrainie. Radio „Takt” z Winnicy i Radio „Podillia-Centr” z Chmielnickiego rozpoczęły codzienne retransmisje półgodzinnej audycji Redakcji Ukraińskiej i godzinnej – Redakcji Polskiej na falach UKF.

## Oferta programowa
Radio Poland nadaje swoje audycje codziennie w sześciu językach: polskim, angielskim, ukraińskim, rosyjskim, białoruskim oraz niemieckim. W zależności od języka liczba emitowanych audycji jest różna (na przykład program angielski emitowany jest 24 godziny na dobę, a niemiecki tylko 1,5 godziny na dobę).
Na program składają się:
- aktualne serwisy informacyjne,
- przeglądy prasy,
- komentarze,
- korespondencje zagraniczne,
- wywiady i dyskusje,
- audycje religijne,
- muzyka polska

## Transmisje
Radio Poland dostępne jest jako trzy kanały radia internetowego oraz w formule podcastów. Dostępne są trzy wersjach – „Radio Poland” (głównie audycje po angielsku, niektóre po niemiecku), „Radio Poland East” (w językach rosyjskim, ukraińskim i białoruskim) oraz „Radio Poland DAB+” oferującym poza wyborem audycji z dwóch pozostałych przekazów audycje innych stacji, między innymi BBC World Service. Dwa pierwsze przekazy dostępne są poprzez system HbbTV, ostatni poprzez DAB+.

Radio nadaje również drogą satelitarną z satelity Eutelsat Hot Bird, umieszczonego na pozycji 13°E. W ograniczonym zakresie czasowym obecne na falach średnich (transmisja z mocą 75kW z litewskiej radiostacji Sitkūnai na częstotliwości 1386 kHz, docierająca do Polski, Białorusi, Ukrainy, krajów bałtyckich, zachodniej części Rosji). Wybrane audycje regularnie pojawiają się także na antenie wielu zagranicznych rozgłośni, wykorzystujących najprzeróżniejsze sposoby transmisji analogowej i cyfrowej. Dostępne również w międzynarodowej sieci WRN, która retransmituje programy poprzez nadajniki naziemne, w sieciach kablowych i poprzez satelity.
Przed 2009 rokiem, w dniach, w których Sejm lub Senat nie obradował, program był również słyszalny na falach długich o częstotliwości 198 kHz, za pośrednictwem Polskiego Radia Parlament.